# 双色玉螺
双色玉螺（学名：Polinices bicolor），是异足目玉螺科无脐玉螺属的一种。主要分布于台湾，常栖息在浅海沙底。种名 bicolor 意为“二色的”。